# Nkechi Agwu

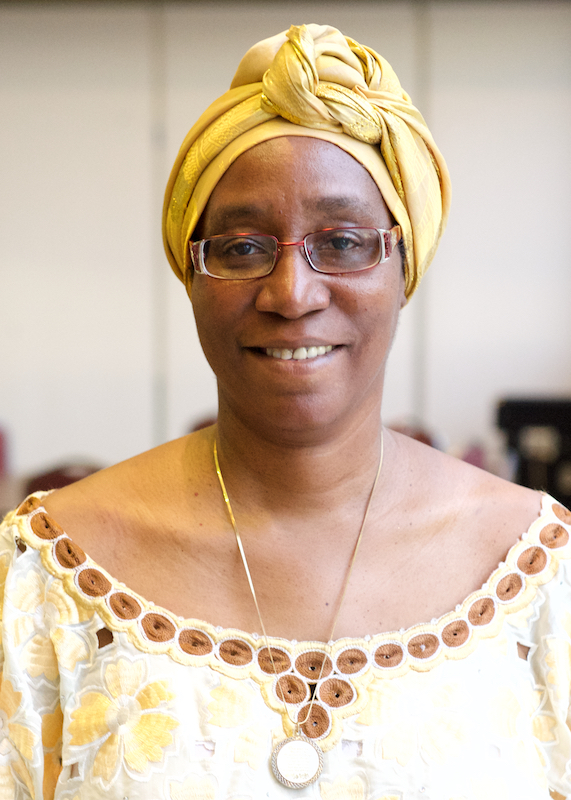
Nkechi Agwu, 2015

 Nkechi Madonna Adeleine Agwu (* 8. Oktober 1962 in Enugu (Nigeria)) ist eine amerikanische Mathematikerin, Mathematikhistorikerin und Hochschullehrerin. Sie ist eine eingebürgerte amerikanische Staatsbürgerin, Professorin für Mathematik am Borough of Manhattan Community College der City University of New York und Direktorin des Center for Excellence in Teaching, Learning and Scholarship des Colleges.

## Leben und Werk
Nkechi verließ 1968 Nigeria im Bürgerkrieg mit dem letzten Evakuierungsflug des Roten Kreuzes nach Biafra. Sie wurde mit ihrer Mutter und den Geschwistern in ein Flüchtlingslager in Femando Po (heute Bioko), Äquatorialguinea gebracht und erhielt ein Visum für die Einreise nach Sierra Leone, wo sie in einem dritten Flüchtlingslager in Freetown ankamen. Der größte Teil ihrer Familie kehrte nach Kriegsende 1970 nach zu ihrem Vater nach Nigeria zurück. Sie blieb jedoch als Schülerin der Grundschule des Fourah Bay College in Freetown, Sierra Leone und dann an der Annie Walsh Memorial School. 1980 kehrte sie nach Nigeria zurück und studierte Mathematik an der University of Nigeria in Nsukka, und erwarb 1984 einen Bachelor-Abschluss mit Auszeichnung. Nachdem sie als Regierungsstatistikerin und Dozentin am Kaduna Polytechnic gearbeitet hatte, studierte sie 1987 an der University of Connecticut. Ihr Studium wurde durch einen Reisepreis der Mathematical Association of America und einen Preis zur Finanzierung des Studiums der Geschichte der Mathematik im Unterricht finanziert. 1989 erhielt sie einen Master in Mathematik und wechselte an die Syracuse University im Bundesstaat New York. 1995 promovierte sie bei Howard Cornelius Johnson an der Syracuse University mit der Dissertation: Using a Computer Laboratory Setting to Teach College Calculus. Sie entschloss sich, in den USA zu bleiben, und wurde zur Lehrassistentin und Koordinatorin des Lehr- und Lernzentrums am Borough of Manhattan Community College der City University of New York ernannt. Sie heiratete Nicholas C B Ogbonna und hatte einen Sohn Ngozichukwuka Jacob A D Agwu, der 1998 geboren wurde. Von 1997 bis 2002 studierte sie Mathematikgeschichte und schrieb insbesondere Biografien afrikanischer oder afroamerikanischer Mathematiker und Wissenschaftler.  Sie leitete ein Team der Mathematical Association of America und war als Autorin tätig.  2000 erhielt sie eine Auszeichnung von der American Mathematical Association, um einen Kurs zum Unterrichten von Statistik unter Verwendung von biografischem Material zu entwickeln. 2009 wurde sie zur Präsidentin der New Yorker Zweigstelle der American Association of University Women gewählt.  2014 erhielt sie ein Carnegie Africa Diaspora Fellowship, mit dem sie drei Wochen in Nigeria für das Projekt „Culture and Women's Stories: A Framework for Capacity Building in Science, Technology, Engineering and Mathematics“ verbringen konnte.

## Veröffentlichungen
- Nma Jacob, God’s Own: The Genesis of Mathematical Story-Telling: NiWARD Story of Nkechi Madonna Adeleine Agwu, Ph.D. (Global Gospel Empowerment Commission, UK, 2015).
- Celebrating the passing of an icon Jacob Ukeje Agwu (16 August 1925–7 June 2008), J U Agwu International Conference and Media Center Ozuitem, 2018
- TNJ Staff, Nkechi Madonna Adeleine Agwu, Ph.D., The network Journal: Black Professionals and Small Business Magazine (10 July 2010).